# اوبرهوزنباخ
اوبرهوزنباخ (به آلمانی: Oberhosenbach) یک شهر در آلمان است که در بیرکنفلد واقع شده‌است. اوبرهوزنباخ ۱۵۷ نفر جمعیت دارد.